# Nike Blazers
Nike Blazer是耐克公司于1973 年发布的第三款运动鞋，也是耐克第一个发布的篮球鞋 尽管如今该款鞋有“SB“版本，该鞋最初是作为篮球鞋开发的。 

## 历史
这款运动鞋最初由NBA球星“冰人”乔治·格文(George "The Iceman" Gervin)穿着，同时也是首次让 NBA 球迷接触到的耐克品牌篮球鞋。 该鞋最初款有三个具有特色的部分，如鞋面由皮革制成，鞋舌使用尼龙材质，中底由橡胶制成，与今天大多数运动鞋并无太大差异。  此时，其他运动鞋巨头也纷纷推出篮球鞋并签约篮球明星尝试打入NBA（比如朱利叶斯欧文与匡威，沃尔特弗雷泽与彪马）  。 
Nike Blazer 由于其复古的款式和长久的历史仍受广大运动鞋爱好者欢迎，各种低帮和中帮款式仍在不断发布并在运动鞋市场出售。

## Nike SB
2005 年，Nike 的一位代言人Lance Mountain发布了一种全新的设计，即带衬垫的鞋舌和鞋垫 Nike Blazer SB，而且Nike 使用了 Zoom Air 技术以适应滑板玩家。 5 月发布的第一款 Nike Blazer SB 外观非常暗，采用全黑色绒面革鞋面和黑色中底，比最初的篮球鞋更厚。 swoosh 和鞋带是巴洛克棕色，完成了 Blazer 的第一个 SB 版本。 因此，虽然 Nike Blazer 最初是为篮球运动而设计的，但从那时起它也成为了Nike SB的一部分，目前面向滑板社群进行销售。